# アエギナ (小惑星)
アエギナ (91 Aegina) は、小惑星帯に位置する小惑星の一つ。1866年11月4日にフランスの天文学者、エドゥアール・ステファン (Édouard Jean-Marie Stephan) により発見された。ギリシア神話に登場し、島の名前にもなっている女性アイギーナ (Aegina, Aigina) から命名された。